# Christoph (Schleswig)
Christoph von Schleswig (* wohl 1150; † 1173) war der uneheliche Sohn des dänischen Königs Waldemar I. und dessen Geliebter Tove.
Zwischen 1167 und 1173 amtierte er als Herzog Südjütländs. Während dieser Zeit ist eine Schlacht überliefert, die er zusammen mit Absalon in der Nähe von Preetz gegen die Grafschaft von Schauenburg und Holstein – vertreten durch den Ammonider Overboden Marcrad I. sowie den Holsteiner Bruno als Vormünder für den noch minderjährigen Grafen Adolf III. – bestritten hat. Sie ist im Kontext einer Schwächephase des Heiligen Römischen Reiches als erster Versuch Dänemarks zu verstehen, sein Territorium gen Süden auszudehnen. Das Gefecht endete unentschieden.
Christoph starb 1173 und wurde in der noch unfertigen St.-Bendts-Kirche in Ringsted beigesetzt, die sein Vater am Grab seines heiliggesprochenen Vaters Knud Lavard zur Familiengrablege bestimmt hatte. Wo sich sein Grab in der Kirche befand, ist nicht bekannt. 1855 wurde für ihn eine Grabplatte südlich von der Grabstätte seines Vaters verlegt.